# بردار تصادفی مختلط
بردار تصادفی مختلط (به انگلیسی: complex random vector) در نظریه احتمالات و آمار، معمولاً یک چندتایی (تاپل) از متغیرهای تصادفی مختلط-مقدار است و معمولاً یک متغیرتصادفی است که مقادیری را در فضای برداری روی میدان اعداد مختلط می‌پذیرد. اگر {\displaystyle Z_{1},\ldots ,Z_{n}} همه متغیرهای تصادفی مختلط-مقدار باشند، آنوقت n-تایی (n-تاپل) {\displaystyle \left(Z_{1},\ldots ,Z_{n}\right)} یک بردار تصادفی مختلط است. متغیرهای تصادفی مختلط را همیشه می‌توان زوج‌هایی از بردارهای تصادفی حقیقی دانست: یعنی اجزای حقیقی و موهومی دارند.
بعضی از مفاهیم بردارهای تصادفی حقیقی به صورت مستقیم، قابل تعمیم به بردارهای تصادفی مختلط هستند. برای مثال تعریف میانگین یک بردار تصادفی مختلط این حالت را دارد. بقیه مفاهیم فقط برای بردارهای تصادفی مختلط هستند.
بردارهایی تصادفی مختلط کاربردهایی در پردازش سیگنال دیجیتال دارند.

## تعریف
یک بردار تصادفی مختلط {\displaystyle \mathbf {Z} =(Z_{1},\ldots ,Z_{n})^{T}} روی فضای احتمالاتی {\displaystyle (\Omega ,{\mathcal {F}},P)} یک تابع {\displaystyle \mathbf {Z} \colon \Omega \rightarrow \mathbb {C} ^{n}} است به گونه‌ای که بردار {\displaystyle (\Re {(Z_{1})},\Im {(Z_{1})},\ldots ,\Re {(Z_{n})},\Im {(Z_{n})})^{T}} یک بردار تصادفی حقیقی روی {\displaystyle (\Omega ,{\mathcal {F}},P)} است که در آن {\displaystyle \Re {(z)}} نشان‌دهنده قسمت حقیقی {\displaystyle z} و {\displaystyle \Im {(z)}} به قسمت موهومی {\displaystyle z} اشاره دارد.: p. 292 